# Douglas Hartree
Douglas Rayner Hartree (Cambridge, 27 de marzo de 1897 - id. 12 de febrero de 1958) fue un matemático y físico inglés conocido por las ecuaciones de Hartree-Fock de la física atómica y la construcción de un analizador diferencial.  
Su padre, William, fue profesor de ingeniería en la Universidad de Cambridge y su madre, Eva Rayner, presidenta del Consejo Nacional de Mujeres de Gran Bretaña y primera alcaldesa de la ciudad de Cambridge. Uno de sus bisabuelos fue Samuel Smiles, otro fue el ingeniero naval William Hartree, socio de John Penn.  Douglas fue el mayor de cinco hermanos, que fallecieron tempranamente. Su prima materna fue la geóloga Dorothy Helen Rayner.
Asistió a la St Faith's School en Cambridge, luego a la Bedales School, regresando a Cambridge para sus estudios de grado en St John's College, Cambridge, que fueron interrumpidos por la Primera Guerra Mundial. Junto con su padre y un hermano se unieron a un grupo que trabajaba en balística antiaérea bajo la dirección de AV Hill, donde adquirió una habilidad considerable en el cálculo práctico y los métodos numéricos para ecuaciones diferenciales, utilizando lápiz y papel.  Desarrolló un dispositivo práctico conocido como el buscador de altura Hartree que fue utilizado por las tropas antiaéreas británicas.  
Después del final de la Primera Guerra Mundial  regresó a Cambridge y se graduó en 1922 en ciencias naturales.

## Cálculos de estructura atómica
La visita de Niels Bohr a Cambridge en 1921, le hizo comenzar su doctorado sobre la teoría del átomo de Bohr, dirigido por Ernest Rutherford. En 1926 se publicó la ecuación de Schrödinger y Hartree propuso un método de campo autoconsistente para calcular la distribución de electrones en un átomo. Sin embargo, esta teoría no satisfacía el principio de exclusión de Pauli, por lo que, siguiendo a Slater, V. Fock publicó las ahora conocidas como ecuaciones de Hartree-Fock.  Actualmente las ecuaciones de Hartree-Fock son de gran importancia en la química computacional, y se resuelven mediante programas de teoría funcional de la densidad para calcular la estructura electrónica de moléculas y sistemas de fase condensada.

## Años en Manchester

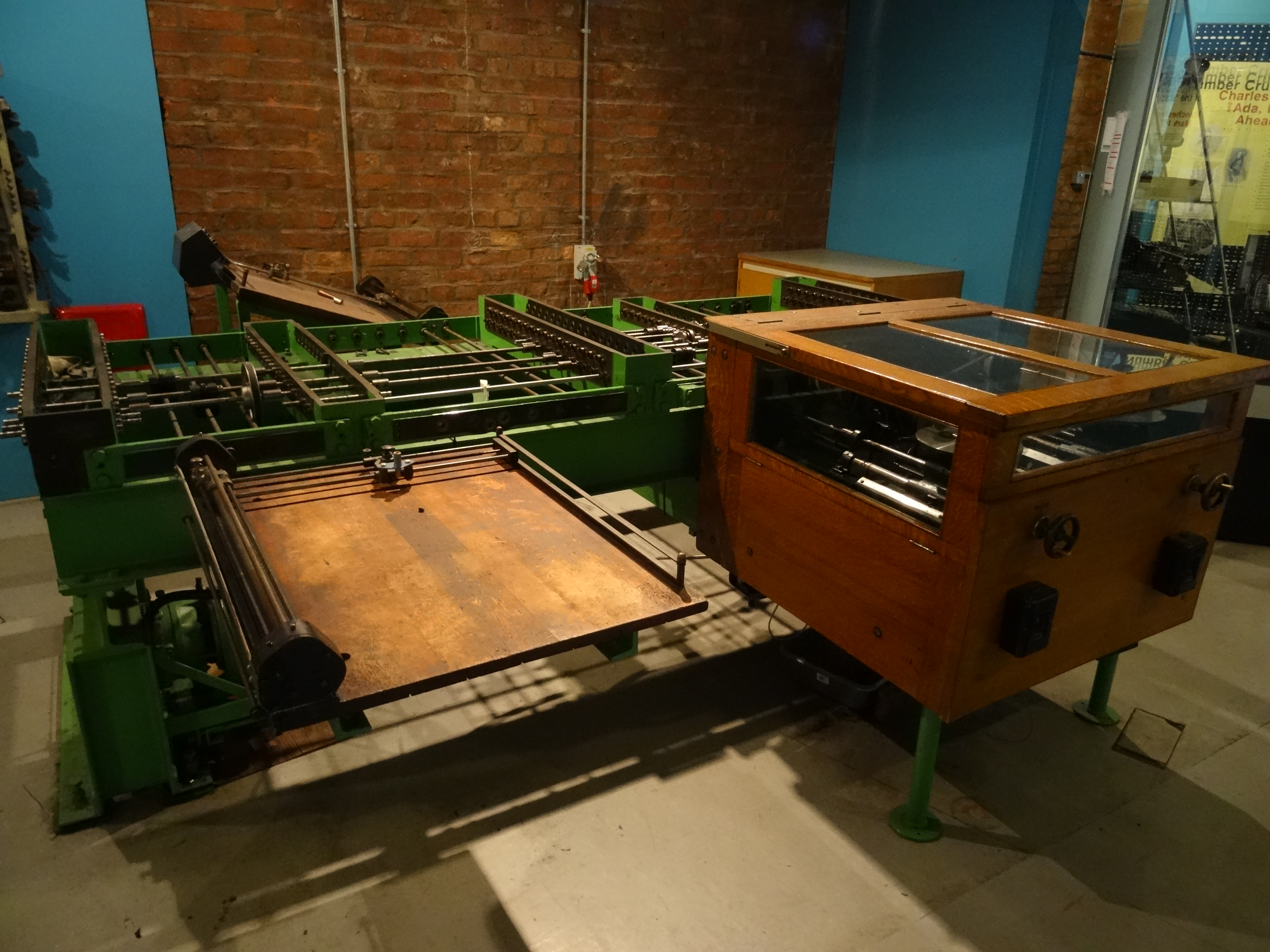
Analizador diferencial diseñado por Douglas Hartree, en el Museo de Ciencia e Industria de Manchester.

En 1929, Hartree fue nombrado titular de la Cátedra Beyer de Matemáticas Aplicadas en la Universidad de Manchester. En 1933, visitó a Vannevar Bush en el Instituto Tecnológico de Massachusetts y conoció su analizador diferencial. Tras su regreso a Manchester, comenzó a construir su propio analizador de Meccano. convenció a Sir Robert McDougall para que financiara una máquina más robusta, que se construyó en colaboración con Metropolitan-Vickers.
La primera aplicación de la máquina fue el cálculo de horarios para el ferrocarril de Londres, Midland y Escocia. Pasó el resto de la década aplicando el analizador diferencial para encontrar soluciones a ecuaciones diferenciales,  como la teoría de control y la teoría de la capa límite laminar en dinámica de fluidos.
Posteriormente, investigó a la propagación de ondas de radio (ecuación de Appleton-Hartree). Reconoció la importancia de la interacción de configuraciones a la que se refirió como "superposición de configuraciones". Los primeros resultados multiconfiguración de Hartree-Fock fueron publicados por padre, hijo y Bertha Swirles (más tarde Lady Jeffreys) en 1939.
Bertha Swirles derivó ecuaciones con intercambio de átomos empleando la ecuación de Dirac en 1935. Con el asesoramiento de Hartree, los primeros cálculos relativistas fueron  en 1940 por AO Williams, un estudiante de RB Lindsay.

## Segunda Guerra Mundial
Durante la Segunda Guerra Mundial, Hartree supervisó dos grupos informáticos. El primer grupo fue descrito por Jack Howlett como un "taller" para la solución de ecuaciones diferenciales. Al estallar la Segunda Guerra Mundial, el analizador diferencial de la Universidad de Manchester era el único disponible. Jack Howlett, Nicholas R. Eyres, JGL Michel, Douglas Hartree y Phyllis Lockett Nicolson) trabajaron sobre seguimiento automático de objetivos, propagación de radio, explosiones submarinas, flujo de calor en el acero y la ecuación de difusión que luego se descubrió que servía para la separación de isótopos. El segundo fue el grupo de investigación de magnetrones de Phyllis Lockett Nicolson, David Copely y Oscar Buneman. El trabajo ayudó al desarrollo del radar. Como método de solución, seleccionó lo que ahora es una simulación de partículas clásica. Hartree nunca publicó ninguno de los resultados de sus investigaciones sobre magnetrones, aunque escribió numerosos informes secretos durante la guerra.
En octubre de 1944 se creó una sección matemática dentro del Laboratorio Nacional de Física (NPL), cuyos dos primeros objetivos fueron la investigación de la posible adaptación de los equipos telefónicos automáticos a los equipos científicos y el desarrollo de dispositivos de computación electrónica adecuados para la computación rápida. Se sospecha que algunos miembros ya sabían de la computadora Colossus. John R. Womersley (la bestia negra de Turing) fue el primer director. En febrero de 1945, Hartree realizó una gira de dos meses por instalaciones informáticas en los EE. UU., incluida una visita a ENIAC (aún no terminada). Se familiarizó con los borradores del famoso informe EDVAC de von Neumann de junio de 1945.

## Vida posterior
En febrero de 1946, Max Newman (que había estado involucrado en la computadora Colossus) presentó una solicitud de fondos a la Royal Society para construir una computadora de propósito general en la Universidad de Manchester. La Royal Society remitió la solicitud a Hartree y a CG Darwin, para que los asesoraran. Hartree recomendó la subvención, pero Darwin se opuso porque el ACE de Turing sería suficiente para satisfacer las necesidades del país. La visión de Hartree triunfó y se iniciaron los avances informáticos en Manchester.
Hartree continuó trabajando en sistemas de control y participó en la aplicación temprana de computadoras digitales como ENIAC para calcular tablas balísticas. En el verano de 1946, Hartree realizó su segundo viaje a ENIAC y fue el primer civil en programarlo. Calculó el flujo de un fluido compresible sobre una superficie, como el aire sobre la superficie de un ala que viaja más rápido que la velocidad del sonido.
A finales de 1945 o muy principios de 1946, Hartree informó a Maurice Wilkes, de la Universidad de Cambridge, sobre los avances en el ámbito de la informática en los EE. UU. Wilkes recibió entonces una invitación de la Escuela Moore de Ingeniería Eléctrica (los creadores de ENIAC) para asistir a un curso sobre computadoras electrónicas. Fue en el barco de regreso donde Wilkes planificó el diseño original del EDSAC, que entraría en funcionamiento en mayo de 1949. Hartree trabajó con Wilkes en el uso de la máquina para una amplia gama de problemas y mostró a los usuarios de la universidad cómo podían utilizarla en su trabajo de investigación.
Regresó a Cambridge para asumir el puesto de profesor Plummer de física matemática en 1946. En octubre dio una conferencia titulada "Máquinas calculadoras: desarrollos recientes y prospectivos y su impacto en la física matemática" que describía la ENIAC. La conferencia terminó con una mirada a lo que las computadoras podrían hacer. Dijo: "...hay, según tengo entendido, muchos problemas de interés e importancia económica, médica y sociológica que esperan ser estudiados y que en la actualidad no pueden llevarse a cabo debido a la enorme carga de cálculo que implica".
El 7 de noviembre de 1946 publicó en el Daily Telegraph : "Las implicaciones de la máquina son tan vastas que no podemos concebir cómo afectarán a nuestra civilización. Aquí tenemos algo que está haciendo que un campo de la actividad humana sea 1.000 veces más rápido. En el transporte, el equivalente a ACE sería la capacidad de viajar de Londres a Cambridge... en cinco segundos como algo normal. Es casi inimaginable".
A principios de 1947, cuando la empresa de catering J. Lyons & Co. de Londres oyó hablar del ENIAC envió un pequeño equipo para estudiar lo que estaba sucediendo en los EE. UU., porque pensaban que estos nuevos ordenadores podrían ser de ayuda en la enorme cantidad de trabajo administrativo y contable que la empresa tenía que realizar. El equipo se reunió con el coronel Herman Goldstine en el Instituto de Estudios Avanzados de Princeton, quien le escribió a Hartree para contarle sobre su búsqueda. Tan pronto como recibió esta carta, Hartree escribió e invitó a representantes de Lyon a venir a Cambridge para reunirse con él y Wilkes. Esto condujo al desarrollo de una versión comercial de EDSAC desarrollada por Lyons, llamada LEO, la primera computadora utilizada para aplicaciones comerciales. Después de la muerte de Hartree, la sede de LEO Computers pasó a llamarse Hartree House.
Hartree estimó en 1950 de la demanda potencial de ordenadores: "Tenemos un ordenador aquí en Cambridge, otro en Manchester y uno en la NPL. Supongo que debería haber uno en Escocia, pero eso es todo". Esas eran las ideas corrientes en su época.
La estudiante de doctorado de Hartree en Cambridge, Charlotte Froese Fischer desarrolló e implementó el enfoque multiconfiguración Hartree-Fock (MCHF) para los cálculos de estructura atómica y por su predicción teórica sobre la existencia del ion calcio negativo.

## Vida personal
Douglas Hartree era un apasionado de la música, tocaba el piano y era director de orquesta amateur. Su esposa, Elaine Charlton era pianista. De su matrimonio nacieron dos hijos, Oliver y John Richard, y una hija, Margaret. Murió de insuficiencia cardíaca en el Hospital Addenbrooke, Cambridge, el 12 de febrero de 1958. 

## Honores y premios
- Miembro de la Royal Society (1932)[1]
- La unidad de energía Hartree lleva su nombre.
- El Centro Hartree lleva su nombre.

## Obras
- Froese Fischer, Charlotte (2003). Douglas Rayner Hartree: His life in science and computing. Singapore: World Scientific.
- The Manchester differential analyser